# New York City (Lenny Kravitz)
New York City is een nummer van de Amerikaanse rockzanger Lenny Kravitz uit 2014. Het is de derde single van zijn tiende studioalbum Strut.
Het nummer is een ode aan New York, de stad waar Kravitz geboren en getogen is. "New York City" had wereldwijd weinig succes, maar werd wel een bescheiden hit in het Franse taalgebied, Zwitserland en Vlaanderen. In de Vlaamse Ultratop 50 haalde het de 37e positie.